# Нова-Санта-Рита (Риу-Гранди-ду-Сул)
Нова-Санта-Рита (порт. Nova Santa Rita) — муниципалитет в Бразилии, входит в штат Риу-Гранди-ду-Сул. Составная часть мезорегиона Агломерация Порту-Алегри. Входит в экономико-статистический микрорегион Порту-Алегри. Население составляет 20 093 человека на 2006 год. Занимает площадь 217,868 км². Плотность населения — 92,2 чел./км².

## История
Город основан 20 марта 1992 года.

## Статистика
- Валовой внутренний продукт на 2003 год составляет 221 467 096,00 реалов (данные: Бразильский институт географии и статистики).
- Валовой внутренний продукт на душу населения на 2003 год составляет 12 235,08 реалов (данные: Бразильский институт географии и статистики).
- Индекс развития человеческого потенциала на 2000 год составляет 0,789 (данные: Программа развития ООН).